# Lambada Danada
Lambada Danada é uma música do grupo Trem da Alegria, lançada em 1990, no álbum homônimo, do mesmo ano. Trata-se do segundo single do disco, e naquele momento era formado por Juninho Bill, Amanda Acosta e Rubinho.
A música explora o estilo lambada.

## Contexto e lançamento
Após o sucesso de "Lambada da Alegria", "Lambada Danada" tornou-se a segunda música de trabalho do grupo Trem da Alegria. Da mesma forma que o single anterior, o estilo musical da canção é a lambada, gênero musical com origens na Região Norte do Brasil, mais especificamente no estado do Pará, que surgiu na década de 1980. O estilo tem como base o carimbó e a guitarra, além de ser influenciado por ritmos como a cúmbia e o merengue. O ritmo fazia grande sucesso no Brasil na época, e um número substancial de artistas, como o próprio Trem da Alegria, utilizou-o em canções de seus álbuns e singles.
Um LP promocional de 12 polegadas foi lançado e distribuído nas rádios brasileiras. Ele inclui a canção dos dois lados, e a contracapa contém a letra da faixa. "Lambada Danada" também foi incluída na compilação O Sucesso É Você 3, da gravadora RCA Victor, que apresentava indicações de canções para serem executadas em rádios no ano de 1990. O LP incluía uma mensagem que dizia:
| “ | A verdade é uma só, sem você que trabalha em contato direto com o público, não existem fórmulas de sucesso. Nós sabemos disso, queremos agradecer toda a força que você nos deu este ano e pedir o mesmo apoio em 1991. Afinal, como dissemos: O SUCESSO É VOCÊ! | ” |

## Divulgação
A letra da música faz menção ao surgimento da música no Pará em um de seus versos: "Que veio do Pará sem ser castanha ; E agora o mundo inteiro se assanha". A canção, que ocupa a primeira faixa do Lado B do disco de 1990, foi incluída nos shows da turnê promocional, realizada pelo grupo naquele ano. Em 7 de outubro de 1990, o programa Fantástico, da TV Globo, exibiu o videoclipe da canção, que consistia em uma colagem de alguns momentos da turnê de 1990, com o grupo performando a canção.

## Recepção
Tornou-se um sucesso e junto a "Lambada da Alegria", alavancou as vendas do álbum.

## Lista de faixas
- Créditos adaptados da contracapa do compacto Lambada Danada.[6]

Lado A
| N.º | Título           | Compositor(es)                  | Duração |  |
| 1.  | "Lambada Danada" | Michael Sullivan Paulo Massadas | 3:54    |  |

Lado B
| N.º | Título           | Compositor(es)                  | Duração |  |
| 1.  | "Lambada Danada" | Michael Sullivan Paulo Massadas | 3:54    |  |